# ジャム・マスター・ジェイ
ジャム・マスター・ジェイ（Jam Master Jay、本名：ジェイソン・ウィリアム・ミゼル、Jason William Mizell、1965年1月21日 - 2002年10月30日）は、アメリカ合衆国ニューヨーク州ニューヨーク市ブルックリン区出身のDJ、ラッパー。Run-D.M.C.のDJとして活躍した。

## 来歴
1965年1月21日、ニューヨーク州ニューヨーク市ブルックリン区で生まれ、13歳のときにクイーンズ区のホリスへ移る。
1982年に高校の友人であるジョゼフ・シモンズ（Joseph Simmons）、ダリル・マクダニエルズ（Darryl McDaniels）とヒップホップ・グループ、Run-D.M.C.を結成。1989年にはJam Master Jay Recordsを設立。50セントらが所属した。
2002年10月30日の午後7時30分に、クイーンズ区のジャマイカ地区にあるスタジオで何者かに頭部を銃撃され死亡。同じスタジオにいたスタッフのウリエル・リンコンは膝を撃たれ、怪我を負った。2003年5月14日にはジェイの甥でヒップホップ・グループ「Rusty Waters」のロドニー・ジョーンズ（Rodney Jones）が銃撃されている。
2009年に所属していたRun-D.M.C.がロックの殿堂入りを果たした。2012年5月3日にはSPIN誌の「SPINが選ぶオールタイム・グレイテスト・ギタリスト100」で10位に選出されている。

## 狙撃事件
ジェイが暗殺された狙撃事件は長年の未解決事件となっていたが、2020年8月17日にジェイとコカイン取引を巡るトラブルがあった二人組が訴追された。